# ラムズ
株式会社ラムズ（RAMS Inc.）は、かつて存在した日本の番組制作会社、芸能事務所。2013年6月に自己破産。

## 概要
代表取締役は鹿志村聡。関連施設にラジオ収録と編集スタジオの「Sound Studio Legion」があった。また、研修生のためのスタジオを「ラムズホール」と称してイベントスペースとして活用していた。
設立当初は各種番組の制作請負会社だったが、同社が番組制作を担当している『アニメぱらだいす!』でコーナー担当となった野川さくらを所属させてからは、声優プロダクションとしての方向性も強めていく。声優以外にも音楽ユニットのサイキックラバーが所属していた。その後、「声優はエンタテインメント」というキャッチコピーを掲げて2004年（平成16年）に声優養成所の「RAMS Professional Education（略称：RPE）」を開校。
2000年代後半頃から所属声優の退所が増えていたが、かつて在籍していた宮崎羽衣は2013年4月1日のブログでの報告の中で、ラムズが2009年頃からマネージャーを起用しない意向を打ち出したことを明かしている。その一方で2010年（平成22年）に日本声優事業社協議会に加盟、音楽レーベルFOXTROTを設立。
しかし2013年3月31日付で、残っていた所属声優が一斉に退所を発表し、事務所・関連施設も閉鎖、公式ウェブサイトもメンテナンス中の表示のみとなりそのまま消滅した。公式発表はなく、一部報道によれば事務所・関連施設の縮小移転のための移転費用が捻出できずに倒産したとされた。そのまま2013年6月7日に東京地方裁判所より破産手続き開始決定を受けている。
鹿志村聡は、活動停止直後の2013年4月に新たな声優プロダクションスペルバウンドを設立。所属タレントの一部も移籍している。
ラムズの所在地であったYKBエンザインビル1階は2019年（令和元年）現在、フィットネスクラブ「エニタイムフィットネス新宿御苑前店」が入居している。

## 沿革
- 1992年（平成4年）8月 - 設立。
- 2004年（平成16年）4月 - 附属養成所「RAMS Professional Education」（RPE）を開設。
- 2006年（平成18年）6月 - 劇団「RAMS ACTORS THEATER」（RAT）を設立。
- 2010年（平成22年）3月 - アニメ系専門通販サイトANIMONを開設。
- 2013年（平成25年）
  - 3月31日 - 活動停止。
  - 6月7日 - 東京地方裁判所より破産手続き開始。

## かつて所属していた声優・アーティスト

### 男性
- 大江吉史（現・大江戸よし々） - 2009年8月まで所属。その後アトゥプロダクション所属。
- 國分絢一郎 - 2013年3月まで準所属。スペルバウンドに設立時より所属。
- 狭川尚紀（F:Cafe[9]） - 2013年3月まで所属。その後はフリー。
- 佐藤信希（F:Cafe[9]） - 2013年3月まで所属。その後スペルバウンドを経てフリー。
- 中本順久(The マッシュ) - 2008年1月まで所属。その後、WHOOPEEと響を経てフリー。
- 布施雅英 - 2008年1月まで所属。その後リップオンヒップ経て現在はALBAに所属。
- 堀大希 - 2013年3月まで所属。その後フリー。
- 堀龍也 - 2012年9月まで準所属。その後アミュレートを経てフリー。
- 星見陽介 - 2008年1月まで所属。その後フリー。
- 森嶋秀太 - 2012年1月まで所属。その後、響に所属。
- 山下公平 - 2013年3月まで準所属。その後ケースエンターテイメント、合同会社ダーナ・ワークスを経て現在はレオパード・スティールと業務提携契約。
- サイキックラバー - 2013年3月まで所属。バーチェストンを経て、フィアレス所属。

### 女性
- 阿部玲子 - 2009年10月まで所属。その後EARLY WINGに所属。
- 井ノ上奈々 - 2010年9月まで所属。2011年4月よりヴィムスを経て現在は株式会社KiNOMEと業務提携。
- 近江知永 - 2008年6月まで所属。その後、FIRE WORKSなどを経て2016年3月より株式会社キティ。
- 柏木弘美 - 2006年3月まで所属。フリー期間を経て、カレイドスコープに一時期在籍していた。
- 兼田恵（現・兼田めぐみ） - 2013年3月まで所属。その後、フリー。
- 郁原ゆう - 2013年3月まで準所属。その後、スペルバウンドに設立時より所属、2016年4月よりフリー。
- 桐谷蝶々 - 2013年3月まで準所属。その後、フリー。
- 斎藤桃子 - 2008年1月まで所属。その後、フリー。
- さかいかな（旧名：酒井香奈子） - 2009年6月まで所属。2010年5月より尾木プロ THE NEXTに所属したが現在はフリー。
- 庄子裕衣 - 2008年6月まで所属。その後、アミュレートに所属。
- 辻坂茜（旧名：杉山茜） - 2011年9月まで準所属。その後、リンクアーツに所属したが現在はフリー。
- 徳永愛 - 2005年12月まで所属。その後、フリー。
- 永見はるか - 2004年の中期まで所属。その後、フリー。
- 南條愛乃 - 2007年9月まで所属。その後、アミュレート、office EN-JIN(学研パブリッシング)を経て、2019年1月にN3エンタテインメントに所属し、2021年12月からボイスキット所属。
- 野川さくら - 2013年3月まで所属。その後、リトリート、フリーを経て、2017年2月よりオフィスアネモネ所属。
- 春夏ひとみ - 2007年9月まで所属。その後、2024年よりASlinkProjectに所属、芸名も「はるかひとみ」に変更。
- 平山笑美 - 2013年3月まで所属。その後、スペルバウンドに設立時より所属したが現在はフリー。
- 宮崎羽衣 - 2013年3月まで所属。その後、81プロデュースに所属。
- ミルノ純 - 2007年9月まで所属。その後、ケッケコーポレーションを経て2024年から茶谷堂に所属。
- 山村響 - 2010年10月まで所属。その後、トリトリオフィスなどを経て、2015年6月より東京俳優生活協同組合に所属。

## 制作番組

### ラジオ番組
自前のインターネットラジオ配信サイトアニスタ.TVを有していたが、2009年4月で閉鎖、一部の番組がHiBiKi Radio Stationに移行したものの、2010年までに全て放送を終了している。

### テレビ番組

#### 制作終了
- アニぱら音楽館 （キッズステーション、2010年（平成22年）3月まで制作）

#### 放送終了
- アニメぱらだいす!（キッズステーション）
- アキハバラ情報局（アニマックス）
- アリカ&ニナの乙女ちっくTV（BIGLOBEストリーム/インターネット配信）
- ごんちゅーぶ（YouTube公式チャンネル「GONZO DOGA」内/インターネット配信）
- ナニカナ☆ナナカナ（キッズステーション）
- ミランカ CATCH UP（ミランカ内「アニメch」フィラー枠/インターネット配信）
- ドージンワクワク（アニメ「ドージンワーク」番組内実写パート）
- @Tunes.（アニマックス）
- Dream Factory（キッズステーション）
- ExA-TV（エキサイト/インターネット配信）
- GATV（アニマックス）
- Impress Watch動画ニュース〜萌えランキング（インプレスTV/インターネット配信）
- アニメ天国（tvkほか）
- 超!アニメ天国（KBS京都ほか）

この他、アニメと連動した番組、声優やスタッフが出演するアニメDVDの特典映像、自社制作で所属声優などが出演の実写ドラマ「DSE」シリーズ、オリジナル声優DVD「FSE」シリーズ、なども制作していた。

## ライブイベント

### 出演者
- 野川さくら
- サイキックラバー
- 宮崎羽衣
- 酒井香奈子（ナナカナ）
- 井ノ上奈々（ナナカナ）
- 近江知永
- 庄子裕衣
- 阿部玲子
- 三好麻美
- 山村響

### セットリスト
1. XTC（サイキックラバー）
2. Precious Time,Glory Days（サイキックラバー）
3. ほっぺにChu♡Chu♡（ナナカナ）
4. ナナカナは世界を救う！！（ナナカナ）
5. Chu☆おねがいマイメロディ（ナナカナ）
6. ハイ・エナジー（野川さくら）
7. Lunarian（野川さくら）
8. キミノトナリ （庄子裕衣）
9. horizon of the universe（庄子裕衣）
10. ココロドキドキ（宮崎羽衣）
11. アザヤカな勇気（宮崎羽衣）
12. ロックリバーへ（近江知永）
13. 星の降る丘（近江知永）
14. Happy Days（近江知永）
15. 世界をもっと近くに （山村響）
16. 幸せのかたち（山村響）
17. Still Love（近江知永、山村響）
18. ひとりじゃないっ☆（阿部玲子、三好麻美）
19. Oh! my God（サイキックラバー）
20. ラブベリー（野川さくら、宮崎羽衣）
21. WISH（井ノ上奈々）
22. ラブレターはそのままで（酒井香奈子）
23. ALWAYS（サイキックラバー）
24. サイケデリック☆55（サイキックラバー）
25. 特捜戦隊デカレンジャー（サイキックラバー）
26. KURENAI（宮崎羽衣）
27. Satisfaction（宮崎羽衣）
28. Good morning 〜にゃっほー〜（野川さくら）
29. マーブル恋譜（野川さくら）
30. 天罰！エンジェルラビィ（野川さくら）
31. もっっと!（野川さくら）

アンコール
1. 三鷹市上連雀（全員）
2. JUMP!（全員）
3. Pray For Happiness（全員）

### テーマソングシングル
収録曲
1. Pray For Happiness
  - 作詞：近江知永＆山村響 / 作曲：YOFFY
2. Pray For Happiness（Acoustic Ver.）
3. Pray For Happiness（off vocal）
4. Pray For Happiness（Acoustic Ver. off vocal）